# Lan Marie Berg
Lan Marie Nguyen Berg (Oslo, 4 de marzo de 1987) es una política noruega del Partido Verde. Actualmente sirve como miembro del parlamento por Oslo desde 2021 y como una de las líderes adjuntas del partido desde 2022. Berg anteriormente fue Comisionada de Transporte y Medio Ambiente de la Ciudad de Oslo de 2015 a 2021, cuando renunció tras una votación de censura.

## Educación
Berg tiene una maestría del Centro de Desarrollo y Medio Ambiente de la Universidad de Oslo. Escribió su tesis de maestría sobre el uso de la energía solar en una aldea de Kenia.

## Carrera
Berg se unió a la organización ambiental Spire en 2009 y trabajó para el Festival Mela de Oslo. También formó parte de un colectivo de blogs ambientales llamado "Grønne jenter" (en inglés: Green Girls), un grupo de diez mujeres que escribían sobre moda, comida y estilo de vida conscientes del medio ambiente. Berg fue elegida por primera vez para el concejo municipal de Oslo en las elecciones locales noruegas de 2015, después de ser nominada como la primera candidata del Partido Verde en Oslo en septiembre de 2014.
El 10 de octubre de 2022, fue designada primera líder adjunta de su partido, con Arild Hermstad como líder. Fue formalmente elegida en el congreso extraordinario el 26 de noviembre.

### Parlamento
Berg fue elegida para el Storting en las elecciones parlamentarias de 2021. Allí formó parte del Comité Permanente de Energía y Medio Ambiente de 2021 a 2022, donde también fue primera vicepresidenta. Desde 2022, formó parte del Comité Permanente de Finanzas y Asuntos Económicos y del Comité Permanente de Escrutinio y Asuntos Constitucionales desde 2023. También desde 2022, fue miembro del Comité Ampliado de Asuntos Exteriores y Defensa.
En mayo de 2024, anunció que no buscaría la reelección en las elecciones parlamentarias de 2025.

### Comisionada de la Ciudad de Oslo

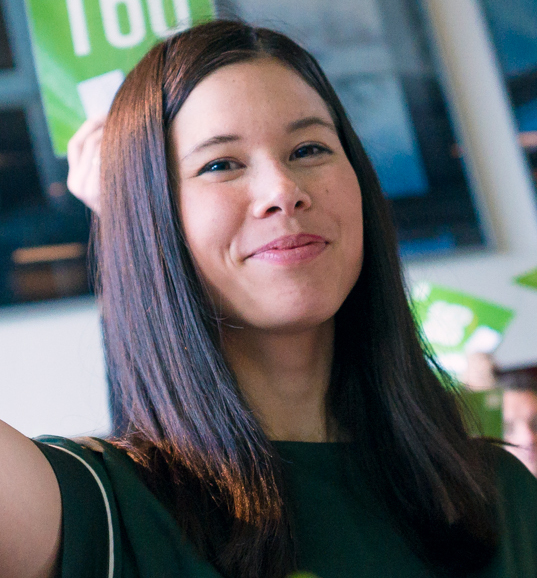
Lan Marie Berg en 2016

Tras las elecciones locales de 2015, fue nombrada comisionada de transporte y medio ambiente y vicealcaldesa en el gabinete de Raymond Johansen.
En las elecciones locales noruegas de 2019 fue nuevamente nominada como la primera candidata del Partido Verde en Oslo. Recibió la mayoría de votos de todos los candidatos del partido.
Berg estuvo de baja por maternidad desde el 2 de enero hasta el 3 de agosto de 2020, y sus deberes como comisionada fueron cubiertos por el líder adjunto del partido, Arild Hermestad.
En 2020, el Partido del Progreso y el partido People's Action No to More Road Tolls presentaron una moción de censura contra Berg por violaciones a la Ley de Medio Ambiente de Trabajo desde 2013 y por retener información del consejo municipal. La moción no prosperó.
En febrero de 2021, anunció su intención de crear una zona de cero emisiones dentro de la ciudad donde se prohibirían los coches de gasolina y diésel.
En mayo, la policía de Oslo anunció que investigaría una serie de amenazas hechas contra ella en línea después de que hiciera una publicación en Facebook expresando solidaridad con Gaza durante la crisis entre Israel y Palestina de 2021.
En junio, el Consejo de la Ciudad de Oslo aprobó una moción de censura en su contra debido a una controversia sobre el presupuesto de la nueva fuente de suministro de agua en construcción para la ciudad. Continuó en funciones de forma interina hasta que el alcalde Raymond Johansen recibió la tarea de formar un nuevo gabinete del consejo. Berg renunció el 18 de junio y fue reemplazada por Hanna Marcussen de manera interina. Su sucesora permanente fue Sirin Helvin Stav. Fue sucedida por Einar Wilhelmsen como vicealcalde.

## Vida personal
El padre de Berg, Khanh Thanh Nguyen, se mudó de Vietnam a Noruega cuando tenía 13 años en 1968, después de quedar paralizado tras una caída. Su madre, Mari Ann Berg, es una política local del Partido de la Izquierda Socialista en Oppegård (ahora Nordre Follo).
Se casó con su compañero de partido Eivind Trædal en julio de 2018. Ellos dieron la bienvenida a su primer hijo, una hija, en mayo de 2019.